# Маја Мејсон
Маја Мејсон (енгл. Mya Mason; 4. новембар 1984) америчка је порнографска глумица.
Рођена је у граду Денвер (Колорадо). Дебитовала је као глумица у индустрији порнографије 2003. године када је имала 19 година. Према сајту ИАФД глумила је у 60 порно-филмова.